# Lista över auktorer inom fisktaxonomin
Detta är en lista över auktorsnamn inom taxonomin över fiskar. I zoologiska sammanhang brukar auktorn listas med sitt efternamn, men ibland tillkommer initialer, främst för att undvika förväxling.

## A
- Abe – Tokiharu Abe
- Agassiz – Louis Agassiz
- Ahl – Ernst Ahl
- Akihito – Akihito
- Allen – Gerald R. Allen, född 1942 i Los Angeles
- Artedi – Peter Artedi

## B
- Bjerring – Hans Bjerring
- Bleeker – Pieter Bleeker
- Bloch – Marcus Élieser Bloch
- Boeseman – Marinus Boeseman
- Boulenger – George Albert Boulenger
- Britz – Ralf Britz

## C
- Canestrini – Giovanni Canestrini
- Castelnau – Francis de Laporte de Castelnau
- Chin – Phui Kong Chin
- Clausen – Herluf Stenholt Clausen
- Cope – Edward Drinker Cope
- W.J.E.M. Costa – Wilson José Eduardo Moreira da Costa
- Cuvier – Georges Cuvier

## D
- Day – Francis Day
- Deraniyagala – Paulus Edward Pieris Deraniyagala

## E
- C.H. Eigenmann – Carl H. Eigenmann
- R. S. Eigenmann – Rosa Smith Eigenmann
- Eschmeyer – William N. Eschmeyer
- Euphrasén – Bengt Euphrasén

## F
- Fang – Fang Fang Kullander
- Fowler – Henry Weed Fowler
- Fernholm – Bo Fernholm

## G
- Garman – Samuel Garman
- Gill – Theodore Gill
- Girard – Charles Frédéric Girard
- Goode – George Brown Goode
- Gruber – Samuel Gruber
- Günther – Albert Günther

## H
- Haas – Alexander Haas
- Heckel – Johann Jakob Heckel
- Hildebrand – Samuel Frederick Hildebrand (1883–1949)
- Hilgendorf – Franz Martin Hilgendorf (1839–1904)
- Hoedeman – Jacobus Johannes Hoedeman (1917–1982)
- Hoese – Douglass Fielding Hoese [sic] (1942-)
- Hora – Sunder Lal Hora (1896–1955)
- Hubbs – Carl Leavitt Hubbs (1894–1979)
- J.H. Huber – Jean Henri Huber

## I
- Inger – Robert Inger (1920-)
- R. F. Inger – Robert Inger (1920-)

## J
- Jarvik – Erik Jarvik
- Jenyns – Leonard Jenyns, som senare tog namnet Leonard Blomefield
- J.H. Huber – Jean-Henri Huber
- Johnels – Alf G. Johnels
- Jordan – David Starr Jordan
- Jubb – Rex A. Jubb

## K
- Konings – Ad Konings
- Kottelat – Maurice Kottelat
- Kullander – Sven O. Kullander

## L
- Lacépède – Bernard Germain de Lacépède
- La Cepède – Bernard Germain de Lacépède
- Lesueur – Charles Alexandre Lesueur (1778–1846)
- Liem – Karel Liem
- J.H.Linck – Johann Heinrich Linck d.ä. (1674–1734)
- Linck – Johann Heinrich Linck d.y. (1734–1807)
- Linnaeus – Carl von Linné (1707–1778) Observera att man inom botaniken istället använder förkortningen L.
- Linné – Carl von Linné (1707–1778)
- Lowe – Richard Thomas Lowe
- Lönnberg – Einar Lönnberg

## M
- Maul – Günther Maul (1909–1997)
- McClelland – John McClelland (1805–1875)
- McCulloch – Alan Riverstone McCulloch (1885–1925)
- Miller – Gerrit Smith Miller (1869–1956)
- Miller – Robert Rush Miller (1916–2003)
- Mitchill – Samuel Latham Mitchill (1764–1831)
- Mukerji – Dev Dev Mukerji (1903–1937)
- Myers – Frank Jacob Myers (1874–1954)
- Myers – George Myers (1905–1985)
- Müller – Johannes Peter Müller (1801–1858)

## N
- Nakaya – Nakaya Kazuhiro
- Nardo – Giovanni Domenico Nardo (4 mars 1802 – 7 april 1877)
- Neumann – Werner Neumann, iktyolog
- Nichols – John Treadwell Nichols
- Nijssen – Han Nijssen

## O
- J.D. Ogilby – James Douglas Ogilby

## P
- Paepke – Hans-Joachim Paepke
- Pellegrin – Jacques Pellegrin (1873–1944). Ej att förväxla med botanikern François Pellegrin (1881–1965).
- Peters – Wilhelm Peters
- Pfeffer – Georg Johann Pfeffer
- Pietschmann – Viktor Pietschmann
- Poey – Felipe Poey
- Poll – Max Poll
- Prashad – Baini Prashad

## R
- Rachow – Arthur Rachow
- Radcliffe – Lewis Radcliffe (1880–1950)
- Radda – Alfred Radda
- Rafinesque – Constantine Samuel Rafinesque-Schmalz (1783–1840)
- Rafinesque-Schmalz – Constantine Samuel Rafinesque-Schmalz (1783–1840)
- Randall – John E. Randall (1924-)
- Regan – Charles Tate Regan (1878–1943)
- Reinhardt – Johannes Christopher Hagemann Reinhardt (1776–1845)
- Reis – Roberto Esser dos Reis
- Rendahl – Hialmar Rendahl (1891–1869)
- Richardson – John Richardson (1787–1865)
- Rivas – Luis R. Rivas (1916–1986)

## S
- Scheel – Jørgen Scheel
- Scheele – Georg Heinrich Adolf Scheele
- C.W. Scheele – Carl Wilhelm Scheele
- Gotth. Schneider – Gotthard Schneider
- Schneider – Johann Gottlob Schneider
- Scopoli – Giovanni Antonio Scopoli
- Seegers – Lothar Seegers
- Sjöstedt – Yngve Sjöstedt
- H.M. Smith – Hugh McCormick Smith
- J.L.B. Smith – James Leonard Brierley Smith
- Springer – Victor G. Springer (född 1928)
- Steindachner – Franz Steindachner
- Säve-Söderbergh – Gunnar Säve-Söderbergh

## T
- Traquair – Ramsay Heatley Traquair
- Trewavas – Ethelwynn Trewavas
- Troschel – Franz Hermann Troschel
- Turner – Clarence Lester Turner

## V
- Valdesalici – Stefano Valdesalici
- Valenciennes – Achille Valenciennes

### W
- Waite – Edgar Ravenswood Waite
- Walbaum – Johann Julius Walbaum
- Walters – Vladimir Walters (1927–1987)
- Wildekamp – Rudolf Hans Wildekamp